# Odbjegli Django
Odbjegli Django (eng. Django Unchained) je američki epski vestern iz 2012. godine kojeg je napisao i režirao Quentin Tarantino. U filmu su glavne uloge ostvarili Jamie Foxx, Christoph Waltz, Leonardo DiCaprio, Kerry Washington i Samuel L. Jackson, a u kinima u Sjevernoj Americi film se započeo prikazivati 25. prosinca 2012. godine.
Radnja filma je smještena 1859. godine, 2 godine prije početka Američkog građanskog rata na dubokom Jugu i starom Zapadu, film prati oslobođenog roba (Foxx) koji skupa s lovcem na glave (Christoph Waltz) kreće u misiju spašavanja svoje supruge (Kerry Washington) od okrutnog, sadističkog i karizmatičnog vlasnika plantaže (Leonardo DiCaprio).
Film je pobrao hvalospjeve kritičara i nominiran je u pet kategorija za prestižnu filmsku nagradu Oscar uključujući i one za najbolji film, najboljeg sporednog glumca (Christoph Waltz) i najbolji originalni scenarij (Quentin Tarantino). Odbjegli Django osvojio je dvije nagrade Zlatni globus u kategorijama najboljeg sporednog glumca (Christoph Waltz) i najboljeg scenarija (Quentin Tarantino).

## Glumačka postava
- Jamie Foxx kao Django Freeman[7][8]
- Christoph Waltz kao Dr. King Schultz
- Leonardo DiCaprio kao Calvin J. Candie[8]
- Kerry Washington kao Broomhilda Von Shaft[9][10]
- Samuel L. Jackson kao Stephen[11]
- Walton Goggins kao Billy Crash
- Dennis Christopher kao Leonide Moguy[12]
- James Remar kao Ace Speck/Butch Pooch[13][14][15]
- David Steen kao gdin Stonecipher
- Dana Michelle Gourrier kao Cora
- Nichole Galicia kao Sheba
- Laura Cayouette kao Lara Lee Candie-Fitzwilly
- Ato Essandoh kao D'Artagnan
- Sammi Rotibi kao Rodney
- Clay Donahue Fontenot
- Escalante Lundy kao Veliki Fred
- Miriam F. Glover kao Betina
- Don Johnson kao Spencer 'Big Daddy' Bennett[16]
- Franco Nero[17]

## Vanjske poveznice
- Odbjegli Django u internetskoj bazi filmova IMDb-a
- Odbjegli Django na Box Office Mojo
- Odbjegli Django na Rotten Tomatoes